# اسپرینگفیلد (اوهایو)
اسپرینگفیلد (به انگلیسی: Springfield) شهری در ایالت اوهایو کشور ایالات متحده آمریکا است که جمعیت آن در سرشماری سال ۲۰۱۰ میلادی، ۶۰٬۶۰۸ نفر بوده‌است.

## نگارخانه

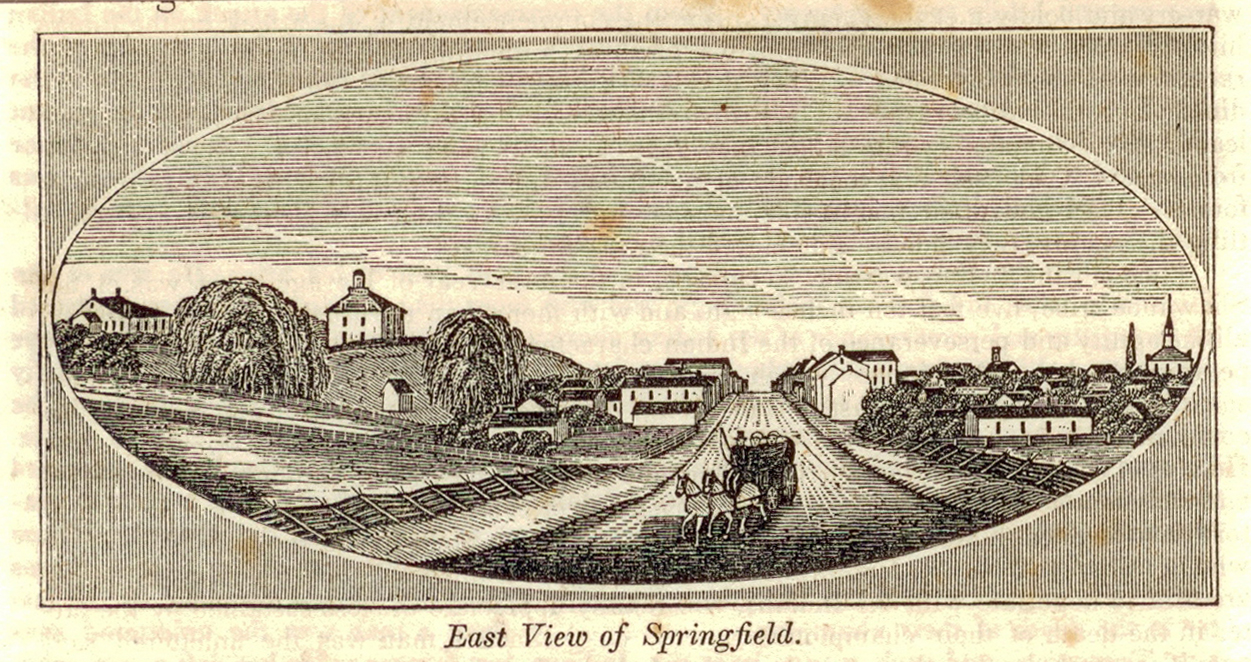
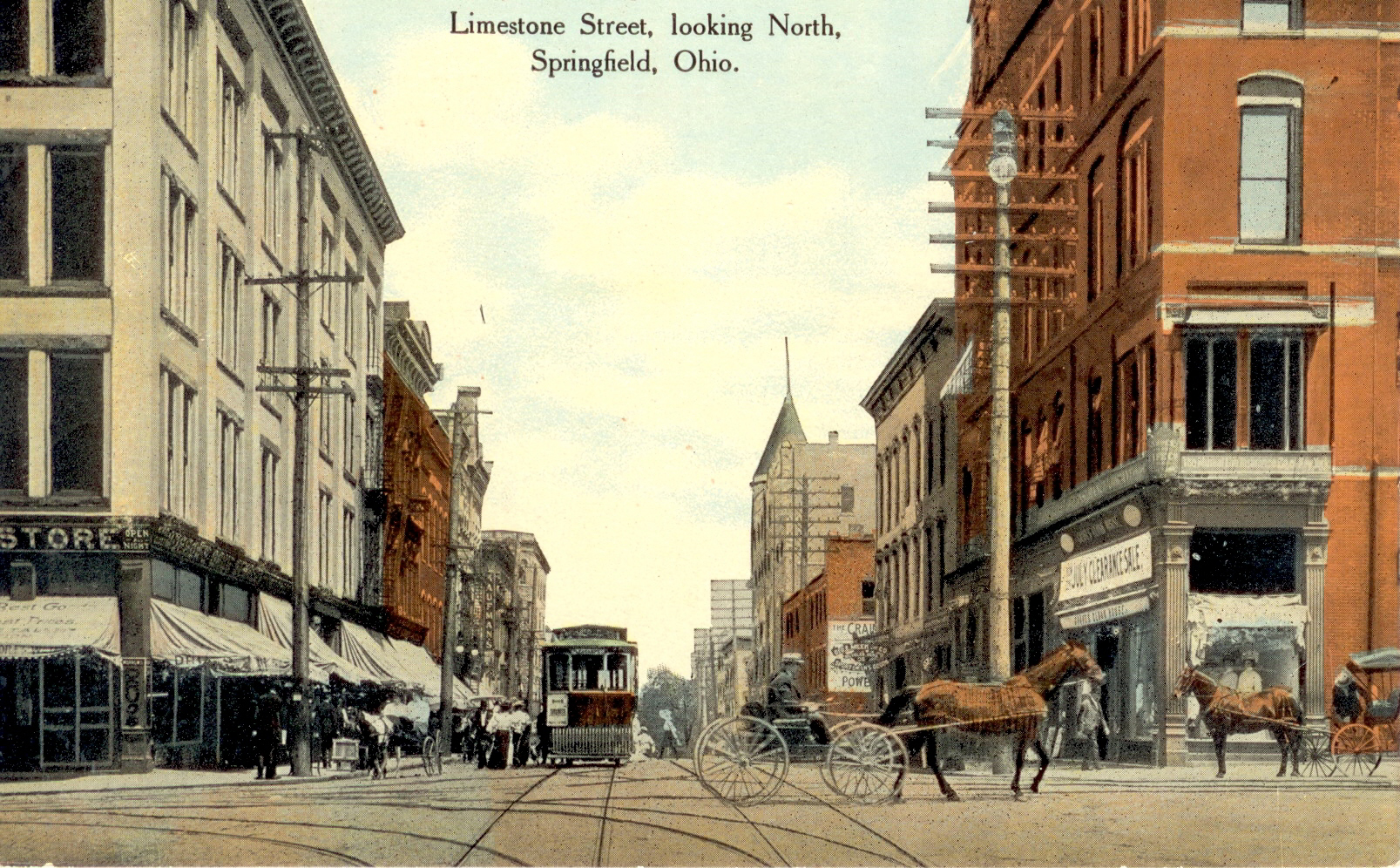